# Pavare
| Pavare plană regulată                          | Pavare plană semiregulată       |
| Pavare plană binară                            | Pavare hiperbolică              |
| Teselare carteziană a spațiului tridimensional | Teselare cu mai multe forme (4) |

În matematică o pavare sau teselare este acoperirea unei suprafețe, adesea un plan, folosind una sau mai multe forme geometrice, numite dale, fără suprapuneri și fără goluri. Termenul de pavare este folosit în special la suprafețele bidimensionale, iar cel de teselare la generalizări ale „suprafețelor” din dimensiuni superioare (forme (n−1)-dimensionale). Ambii termeni se folosesc nu doar pentru spațiul euclidian, ci și într-o varietate de alte geometrii.
O pavare periodică are un model care se repetă. Unele tipuri speciale sunt pavări regulate, cu dale poligonale regulate, toate de aceeași formă, și pavări semiregulate cu dale regulate de mai multe forme și cu fiecare colț (vârf) aranjat identic. Tiparele formate din dale periodice pot fi clasificate în 17 grupuri de tapet⁠(d). O pavare care nu are un model care se repetă se numește neperiodică. O pavare aperiodică folosește un set mic de forme de dale care nu pot forma un model care se repetă. O teselare a spațiului, cunoscută și sub numele de fagure, poate fi definită în geometria din dimensiuni mai mari.

## Descriere și terminologie
Terminologia pavărilor este asemănătoare cu cea folosită pentru poliedre, cu precizarea sensurilor. O latură este intersecția frontierelor a două dale alăturate; fiind de obicei un segment de dreaptă. Un vârf este un punct în care se întâlnesc trei sau mai multe dale. Cu acești termeni, o pavare izogonală, sau „tranzitivă pe vârfuri” este o pavare în care fiecare vârf este identic; adică aranjarea poligoanelor în jurul fiecărui vârf este aceeași. Domeniul fundamental este o formă, cum ar fi un dreptunghi, care se repetă pentru a forma pavarea. De exemplu, la o pavare regulată a planului cu pătrate în fiecare vârf se întâlnesc patru pătrate, rezultând o pavare pătrată.
Laturile poligoanelor nu sunt neapărat identice cu laturile dalelor. O pavare latură la latură este orice pavare poligonală în care dalele adiacente au în comun doar o singură latură, completă, adică nicio dală nu are în comun cu altă dală doar o parte a unei laturi, sau mai multe laturi în comun cu o aceeași dală. Într-o pavare latură la latură laturile poligoanelor și ale dalelor sunt aceleași. Pavarea familiară „perete de cărămidă” nu este latură la latură, deoarece latura lungă a fiecărei cărămizi dreptunghiulare este în contact cu alte două cărămizi.
O pavare normală este o teselare pentru care fiecare dală este topologic echivalentă cu un disc, intersecția oricăror două dale este sau o mulțime conexă, sau una vidă, iar toate dalele au frontiere uniforme. Aceasta înseamnă că toate dalele au aceleași cercuri înscrise și circumscrise; această condiție nu admite dale care sunt excesiv de lungi (infinit de lungi) sau excesiv de înguste (cu lățime nulă).

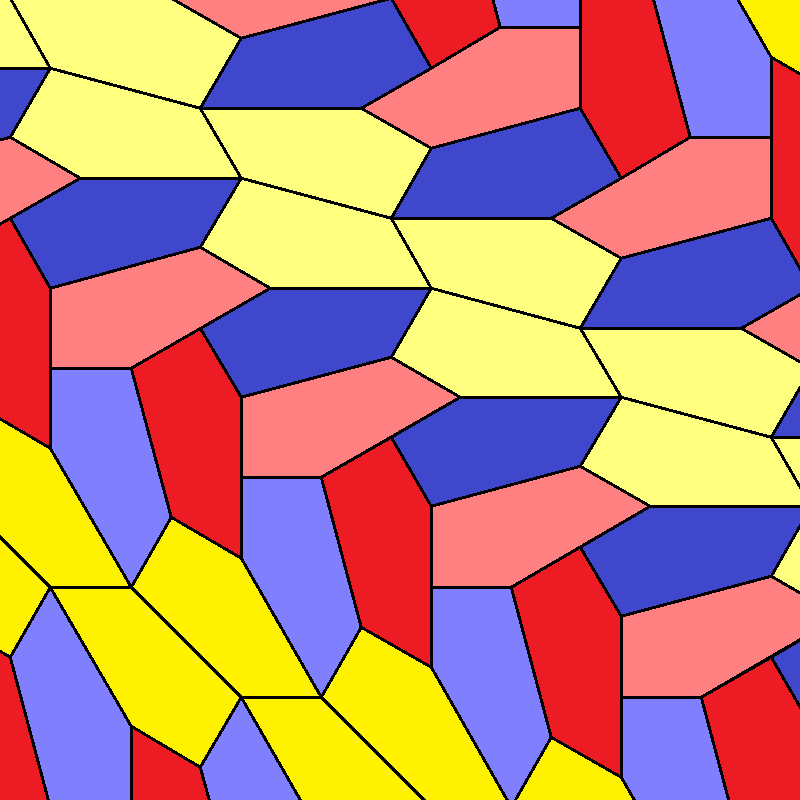
Exemplu de pavare „latură la latură”: a 15-a pavare pentagonală monoedrică convexă, descoperită în 2015

O pavare monoedrică este o teselare în care toate dalele sunt congruente; are un singur tip de dală. Un tip deosebit de interesant de teselare monoedrică este pavarea monoedrică spirală. Prima pavare spirală monoedrică a fost descoperită de Heinz Voderberg în 1936: pavarea Voderberg are un tip de dală în formă de eneagon neconvex. pavarea Hirschhorn, publicată de Michael D. Hirschhorn și D.C. Hunt în 1985, este o pavare pentagonală care folosește pentagoane neregulate: pentagoanele regulate nu pot pava planul euclidian deoarece unghiul intern al un pentagon regulat, 3π/5, nu este un divizor al lui 2π.
O pavare izoedrică este o variantă specială a unei pavări monoedrice în care toate dalele aparțin aceleiași clase de tranzitivitate, adică toate dalele sunt transformări ale aceluiași tip de dală, date de grupul de simetrie al dalei. Dacă un tip de dală admite o pavare, dar nicio astfel de pavare nu este izoedrică, atunci tipul de dală se numește anizoedric și formează pavări anizoedrice.
O pavare regulată este simetrică. Există doar trei pavări regulate: cele formate din triunghiuri echilaterale, pătrate sau hexagaone regulate. Toate aceste trei pavări sunt izogonale și monoedrice.

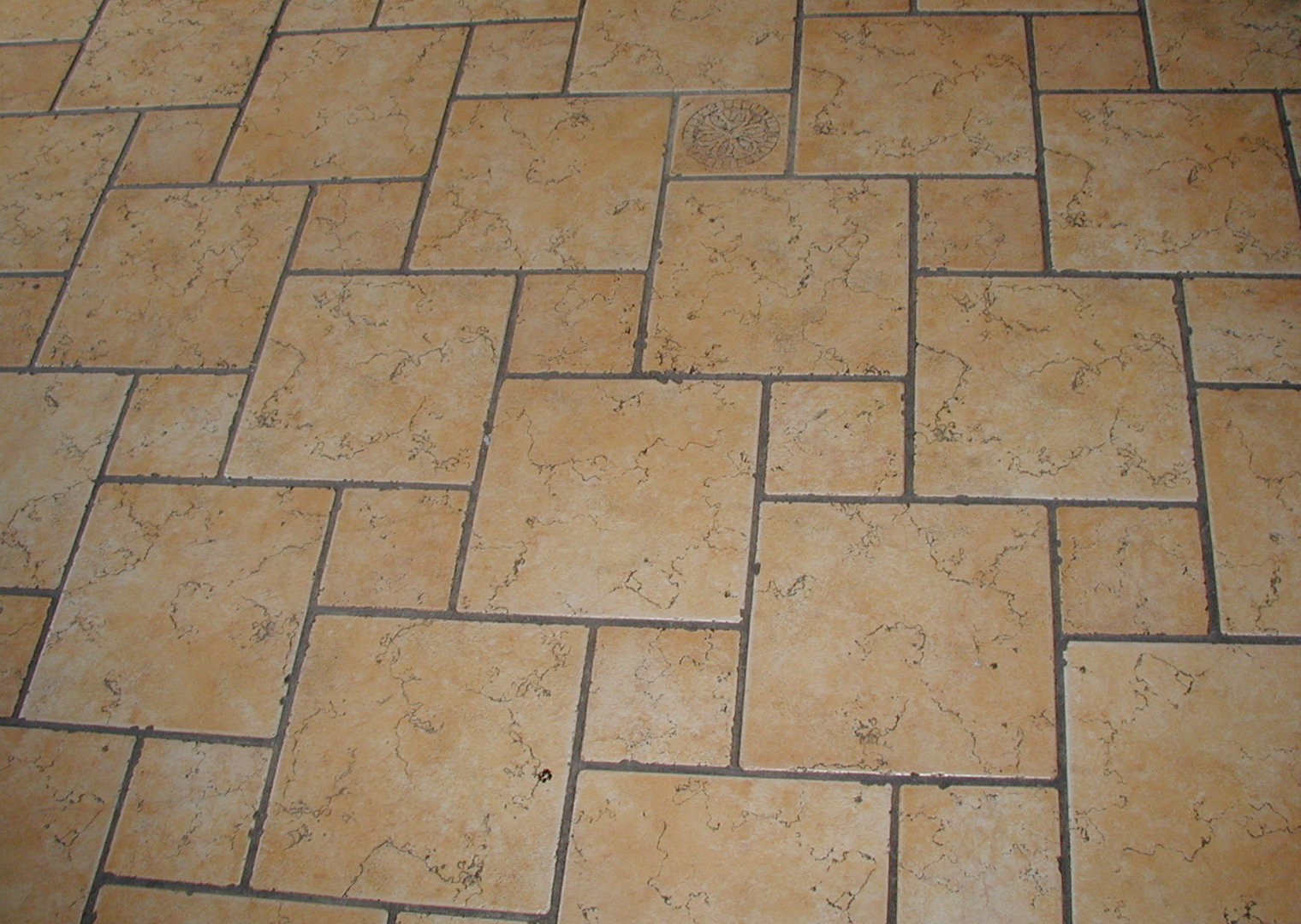
O pavare pitagoreică nu este o pavare latură la latură

O pavare semiregulată folosește mai mult de un tip de poligon regulat într-un aranjament izogonal. Există opt pavări semiregulate (sau nouă dacă perechea de imagini în oglindă contează ca două). Acestea pot fi descrise prin configurația vârfurilor; de exemplu, o pavare semiregulată folosind pătrate și octogoane regulate are configurația vârfurilor 4.82 (la fiecare vârf se întîlnesc un pătrat și două octogoane). Sunt posibile multe pavări ale planului euclidian care nu sunt latură la latură, inclusiv familia de pavări pitagoreice, teselări care folosesc două dimensiuni de pătrate (parametrizate), fiecare pătrat atingând patru pătrate de cealaltă dimensiune. O pavare pe laturi este una în care fiecare dală se poate reflecta față de oricare dintre laturile sale exact peste poziția dalei învecinate, cum ar fi o pavările cu triunghiuri echilaterale sau isoscele.